# Sabbat

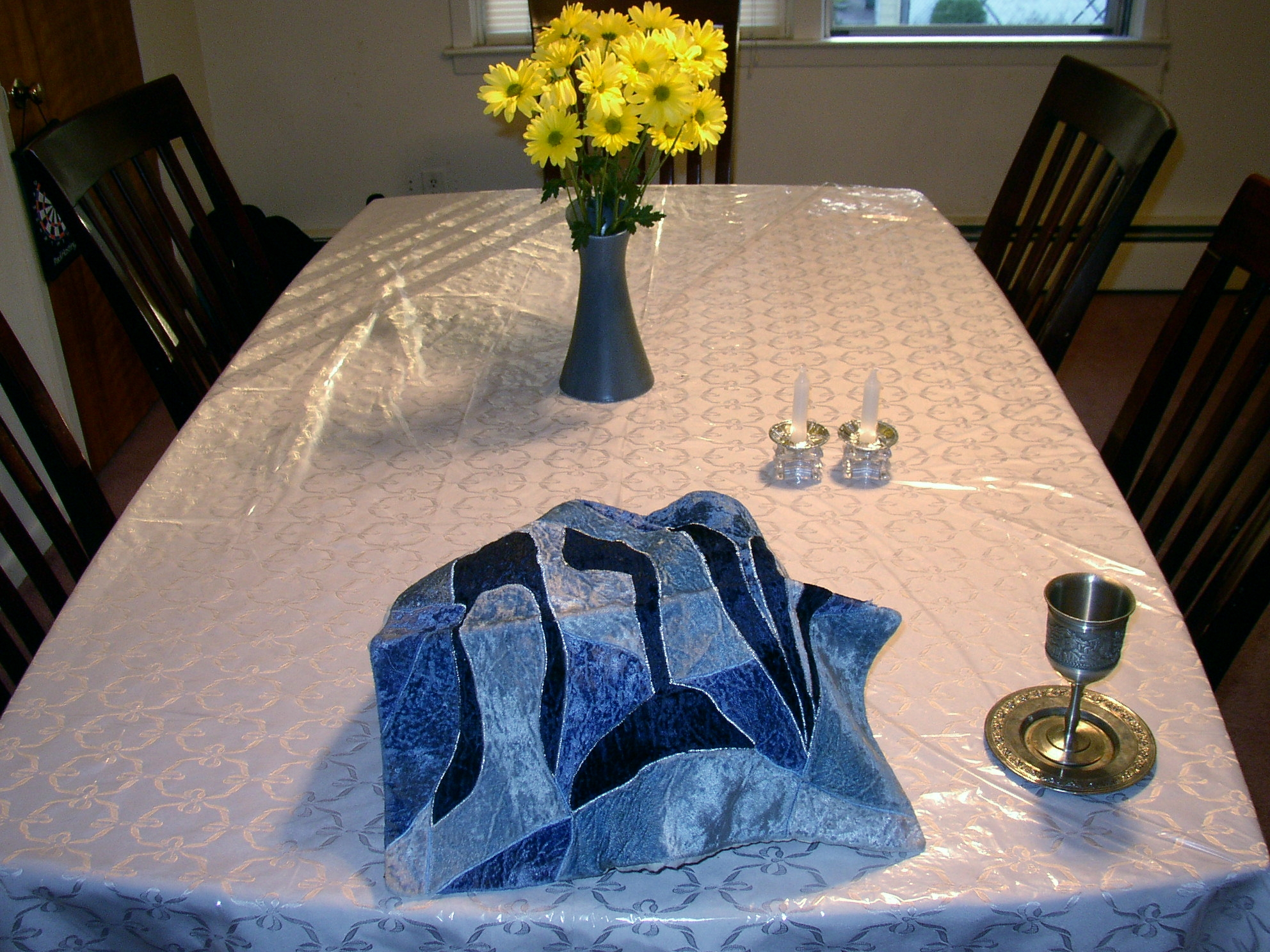
La mesa puesta, lista para la cena de shabat; se aprecian la copa del kidush, los panes cubiertos y las Velas de Shabat.

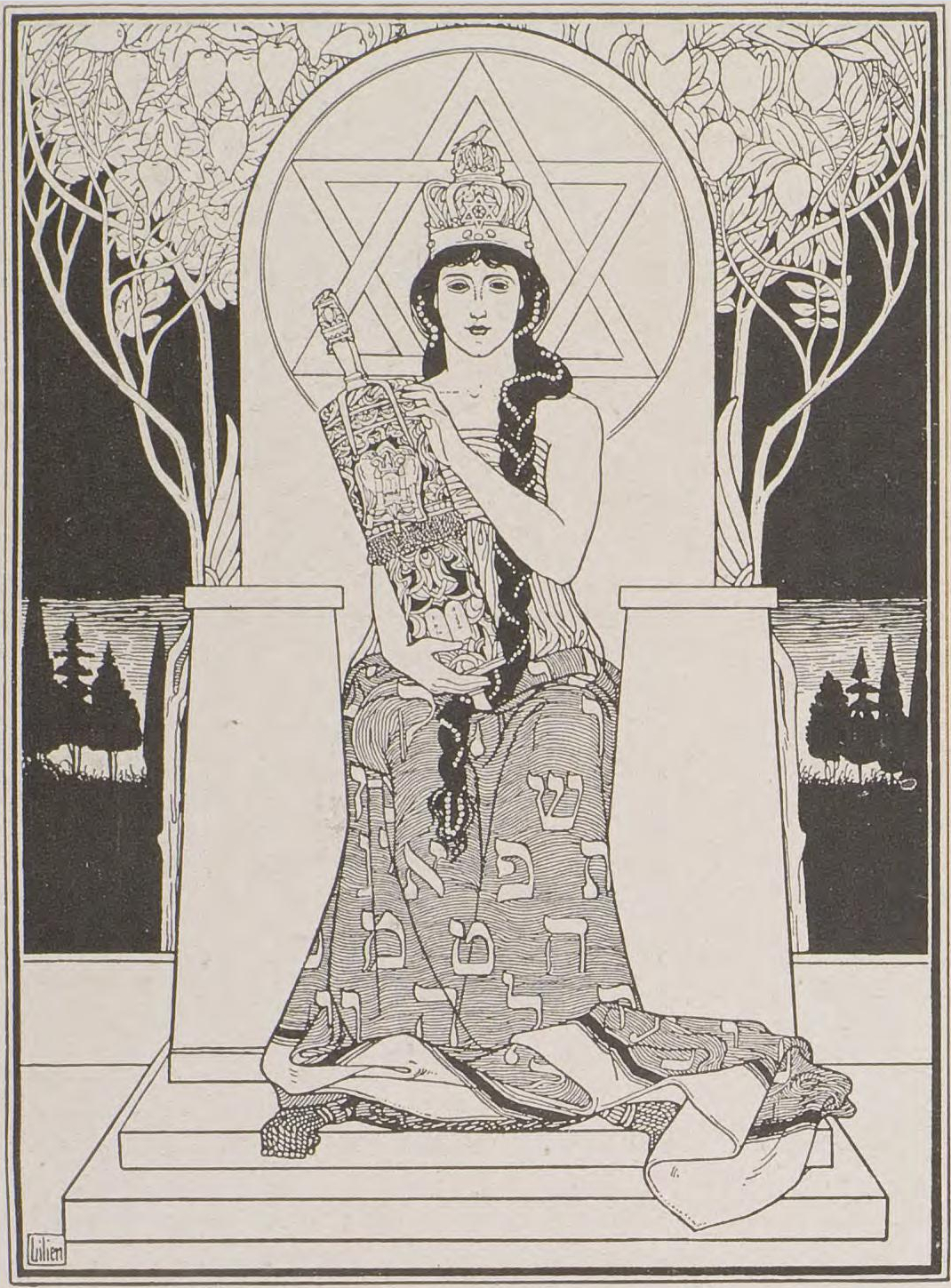
Ephraim Moses Lilien, La reina del Shabat, Berlín, 1900-1901.

El sabbat —también escrito shabat (en hebreo: שבת: shabbath, 'cesar') o su variante en yidis, shabbos (שאבּעס)— es el séptimo día de la semana en el calendario hebreo, y el día sagrado de la semana en el judaísmo rabínico, en el judaísmo mesiánico  y para la Iglesia Adventista del Séptimo Día. El sabbat se observa desde la noche del viernes hasta la noche del día siguiente. Según las prescripciones de la santa Torá, debe ser celebrado en primer lugar mediante la abstención de cualquier clase de trabajo. En el ethos judío el sabbat es una señal de la relación entre Yahveh y el pueblo judío. La celebración del sabbat está prescrita entre los Diez Mandamientos recibidos por Moisés, así como una fiesta semanal. Según Génesis 2:2 (texto de la Biblia escrito aproximadamente en el siglo VII a. C.): «vaYshbot baYom haShevi'i» ('Y en el séptimo día Dios terminó el trabajo que había hecho, y descansó' [vaYshbot]).

Enseñaron nuestros Sabios: "Todo aquel que ora en la víspera del Shabat y recita el pasaje de las Escrituras, 'Y fueron acabados los cielos e la tierra' (Génesis 2:1-3) es considerado como si fuese socio del Santo, bendito sea, en la obra de la Creación..."
Talmud, Shabat 119b

## Origen
La primera referencia no bíblica del sabbat fue encontrada en un ostracon proveniente de excavaciones de Mesad Hashavyahu, un antiguo fuerte en los límites de Judea y el mar Mediterráneo, la pieza data del año 630 antes de Cristo. La Enciclopedia Universal Judía ofrece una teoría basada en los astrólogos Friedrich Delitzsch y Marcello Craveri, que explican que el sabbat se originó por la fase lunar en el calendario babilónico, que contenía cuatro semanas que terminaban en sábado. La teoría tiene problemas como las diferencias entre la semana normal y la semana lunar, así como la ausencia de textos que nombren la semana lunar como sabbat.
Para honrar el shabbat (en hebreo: kavod Shabbat) se preparan con baños, aseo personal y limpieza del hogar los viernes. De acuerdo a la ley judía, el sabbat comienza minutos antes de la puesta de sol. Después del rezo de bienvenida, algunas ocasiones se canta y se ofrecen halagos a las mujeres de la casa, en honor a su trabajo de la semana. En la literatura rabínica, Dios a través de la Torá ordena a los judíos observar y recordar, estas dos acciones están simbolizadas con las dos velas, encendidas usualmente por las mujeres. Al finalizar el sabbat, existe una ceremonia que marca su final, conocida como Havdalah (en hebreo: הַבְדָּלָה, «separación»). El ritual consiste en encender una vela especial bendecir una copa de vino y oler especias o alguna pieza aromatizada, llamada besamim. El sabbat termina en la noche del sábado tras la aparición de tres estrellas en el cielo.

### Etimología

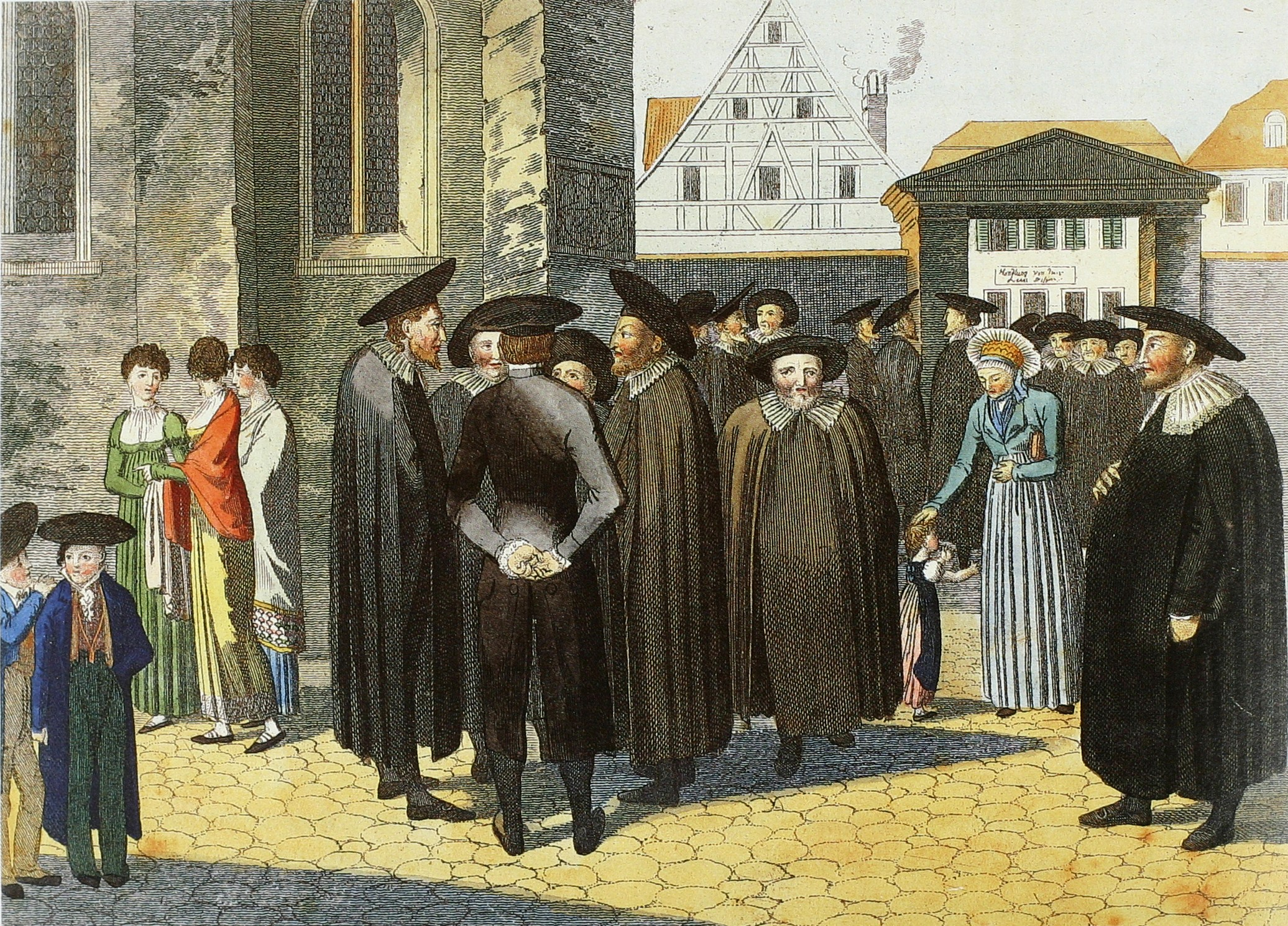
Encuentro de una comunidad judeo-alemana junto a la sinagoga en sabbat, grabado del

El término sabbat procede del verbo hebreo ש־ב־ת shavát, aunque con frecuencia se traduce como «descanso» o «descansar»; otra traducción de estas palabras es «cesar [de trabajar]». La palabra relacionada shevita, usada en el hebreo moderno con el significado de «huelga laboral», tiene la misma consideración al referirse, más que a la abstinencia pasiva de trabajo, al acto de no trabajar. El concepto de cesación activa del trabajo también es considerado como más coherente con una actividad omnipotente de Dios el séptimo día de la creación del mundo.

## Recordar y cuidar
En la versión de los diez mandamientos del Deuteronomio 5:12-15, la palabra «acuérdate» (zajor) es sustituida por «cuida» (shamor). De aquí se aprenden los dos principales elementos de la observancia del sabbat: recordarlo y honrarlo por medio de rituales y cosas placenteras; y cuidarlo por medio de la abstención de los trabajos prohibidos en él.

## Actividades prohibidas para los ortodoxos
El Talmud, en el tratado talmúdico «Shabat», capítulo 7, mishná 2, trae una lista de las 39 categorías de actividades prohibidas en sabbat. Estas fueron establecidas poco tiempo antes de la aparición del cristianismo (periodo que los cristianos llaman intertestamentario).
Estas se derivan de los diferentes tipos de trabajo que eran necesarios para construir el Tabernáculo, conocidos como avot melajá. Estas son:
- plantar
- arar
- cosechar
- atar poleas acanaladas
- trillar
- aventar
- seleccionar
- moler
- pelear
- tamizar
- amasar
- hornear
- trasquilar lana
- lavar lana
- batir lana
- pintar lana
- hilar lana
- tejer
- hacer dos lazos
- unir dos hilos
- separar dos hilos
- amarrar
- desamarrar
- coser
- romper
- atrapar un animal
- matar a un animal
- despellejar a un animal
- curtir pieles
- raspar pieles
- marcar pieles
- moldear pieles
- escribir dos o más letras
- borrar dos o más letras
- construir
- demoler
- apagar fuego
- prender fuego
- tocar un instrumento musical
- terminar la preparación de un utensilio nuevo
- transportar un objeto de áreas públicas a áreas privadas y viceversa, o cargarlo 4 cúbitos o más en un área pública.
- hacer coladas

De estas categorías principales (avot) se derivan otras actividades similares (toldot), por ejemplo, dentro de la categoría de hornear se derivan prohibiciones de cocinar, freír, etc. Aparte de las actividades prohibidas por la Torá, existen algunas prohibiciones de origen rabínico, como el utilizar o mover un objeto que se usa para trabajos prohibidos, al que se le llama muktze; y el pedir a una persona no judía que haga un trabajo prohibido dentro de ciertas circunstancias. La primera aparición de la palabra «shabat» en la Torá se encuentra en Éxodo 16:21-30, en relación con la milagrosa caída del maná antes de la llegada de Israel al monte Sinaí. Se nota aquí que Dios puso énfasis en la importancia del séptimo día de la semana como día de descanso, al proporcionar una doble ración en el día sexto y nada en el séptimo. Este «milagro» semanal comenzó el segundo mes después de la partida de los israelitas de Egipto (Éxodo 1, 14, 15), y duró cuarenta años, hasta el mes primero (según Josué 5:10-12; cf Éxodo 12:2-11;16:35), es decir, más de 2000 sábados semanales sucesivos.
Esta es una de las muchas transcripciones del cuarto mandamiento:

"Acuérdate del día del Sábado, para santificarlo. Trabaja seis días, y en ellos haz todas tus faenas. Pero el día séptimo es día de descanso, consagrado a Yahvé, tu Dios. Que nadie trabaje: ni tú, ni tus hijos, ni tus hijas, ni tus siervos, ni tus siervas, ni tus animales, ni los forasteros que viven en tu país. Pues en seis días Yahvé hizo el cielo y la tierra, el mar y cuanto hay en ellos, y el séptimo día descansó. Por eso bendijo el Sábado y lo hizo sagrado."
Éxodo 20:8-11, versión Biblia Latinoamericana, 

 En el monte Sinaí, Moisés dijo que Dios había prescrito la observancia del reposo del séptimo día con las palabras del cuarto mandamiento del Decálogo (Éxodo 20:8-11). La palabra «acuérdate», con que comienza el mandamiento relativo al sábado, no quiere decir que la observancia del cuarto mandamiento es más importante que la de los otros 9, porque todos son iguales (Stg. 2:10,11). El pueblo de Yahweh tenía que «acordarse» del sábado porque «en seis días hizo Elohim los cielos y la tierra, el mar y todas las cosas que en ellos hay, y reposó en el séptimo día». (Génesis 2:1-3; Hebreos 4:4) Quizás con esto le estaba diciendo al hombre que ese día era un monumento recordativo del Creador y de la creación.
Aparte de los sábados semanales (Levítico 23:3) la Torá menciona que había siete sábados ceremoniales por año, diseminados a lo largo del calendario litúrgico:
- 1 y 2) Los días primero y último de la fiesta de los panes sin levadura (Levítico 23:7-8).
- 3) Shavuot (Levítico 23:21).
- 4) El primer día del séptimo mes (Levítico 23:24).
- 5) El Día de la Expiación (Levítico 23:27).
- 6 y 7) Los días primero y último de la fiesta de Sucot (Levítico 23:34-36).

Los sábados ceremoniales podían caer en cualquier día de la semana, y de vez en cuando coincidían con el sábado semanal. Además de los sábados semanales y anuales, cada siete años había un año sabático, durante el cual no se trabajaba la tierra (25:3-7). Cada 50 años se proclamaba un jubileo, que duraba un año, durante el cual las propiedades volvían a sus dueños originales. De[cita requerida] manera que, teniendo en cuenta que todas las fiestas anuales eran sábados, podríamos aceptar que Jesucristo murió y resucitó un día sábado (ceremonial) y no un viernes y domingo convencional. De esta manera, Dios preservo el sábado como su día de creación y de redención. La preeminencia del sabbat sobre los demás días de la semana se acentuó en el ritual del antiguo tabernáculo y del templo mediante la ofrenda de un cordero adicional (Números 28:9,10) y de la renovación en ese día de los panes de la proposición (Levítico 24:5-8; 1 Crónicas 9:32). De acuerdo con la ley levítica, la sanción que merecía la violación del sábado era la muerte (Éxodo 31:14-16), y a lo menos se registra un caso de ajusticiamiento de alguien que violó el sábado voluntariamente (Números 15:32-36).[cita requerida]

## Actividades permitidas

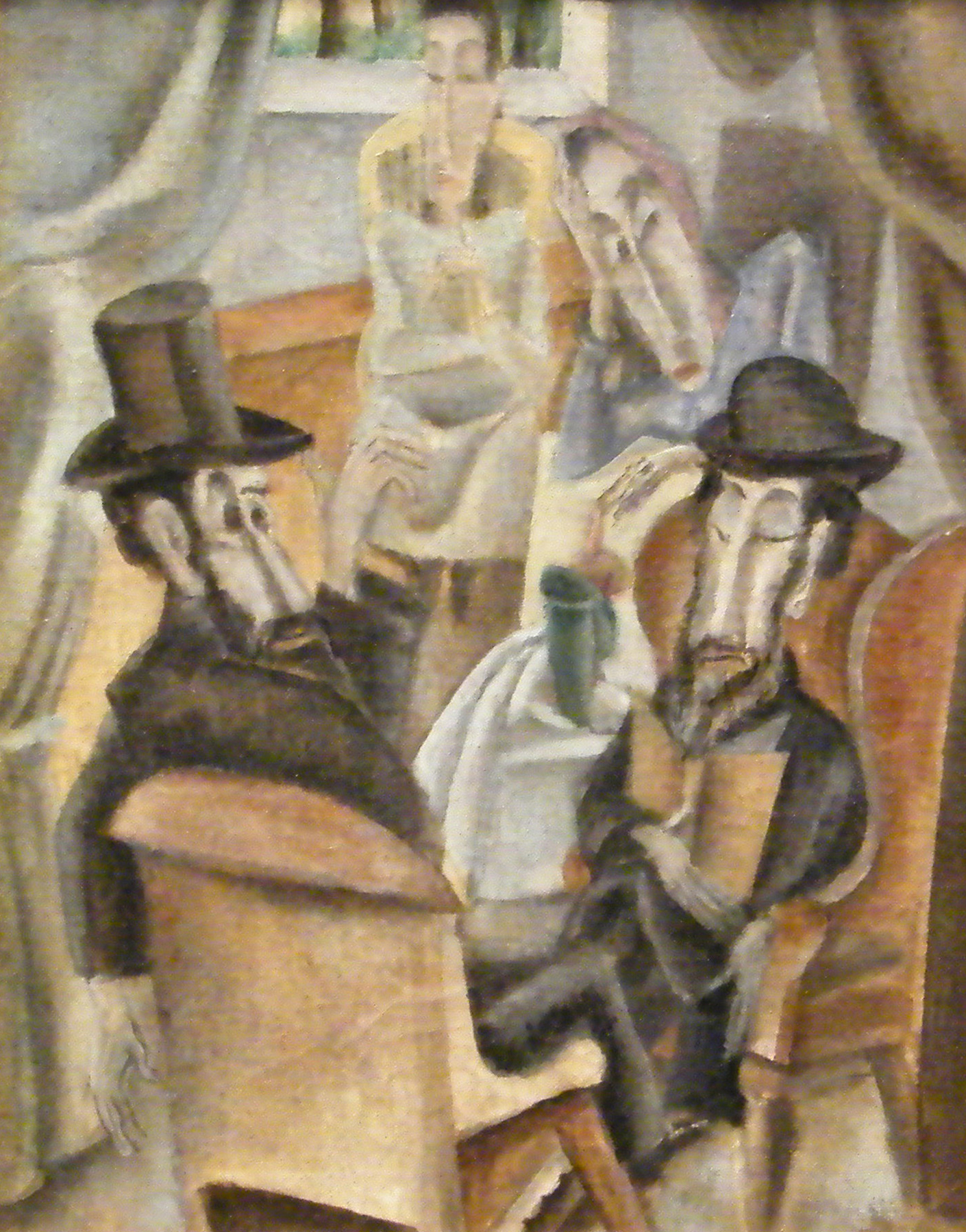
Max Weber, Sabbath, óleo, 1919. Museo Judío, Nueva York.

La conversación y la lectura están permitidas. El judaísmo afirma que cuando un esposo y su esposa se unen carnalmente en santidad (kadosh), allí mora la presencia divina. La santidad y la sexualidad no son excluyentes en el judaísmo rabínico; por eso, este es el mejor día para recordar la libertad y la creación del mundo teniendo sexo. También bailando y cantando.

## Violación delsabbat
Cuando los israelitas fueron cautivos de los babilonios, creyeron que era un castigo divino por algún pecado grave, y supusieron que había sido la violación del sabbat (Libro de Jeremías 17:19-27). Tal como Jeremías, el profeta Ezequiel se lamentaba porque en sus días el sabbat era ignorado en gran medida (Ez. 20:12-24; 22:8, 26; 23:38). Al escrutar el futuro, Isaías previó que extranjeros se unirían al pueblo judío guardando el pacto del Sinaí y prometió una bendición para quienes guardaran el sabbat (Is. 56:2-6; cf 58:13). Después del cautiverio los judíos cayeron de nuevo en el descuido con respecto a la observancia del sabbat, y Nehemías impulsó una reforma con el fin de fomentar dicha observancia (Nehemías 10:31; 13:15-22).

## Honrar elsabbat
Dios dijo: "Tengo un don maravilloso en Mi Tesoro. Se llama Shabbat"

Para los judíos, hay varias maneras de honrar el sabbat. Una de ellas es consagrarlo a su principio y su final: El Kidush de la noche del viernes y la Havdalah de la noche del sábado. Otro mandamiento, de carácter rabínico, es el encendido de las velas de Shabat el viernes por la tarde, antes de iniciar el sabbat. Este mandamiento fue hecho preferentemente para la mujer, aunque en caso de no haber ninguna mujer en la casa puede hacerlo un varón. Se acostumbra prender un mínimo de dos velas, aunque se llegan a prender más según diferentes costumbres. Otras maneras de honrar el sabbat son comiendo y vistiendo de una manera agradable. Se suele comer pescado, así como carne en las comidas de sabbat y comida caliente (que se ha dejado calentando desde antes del sabbat según las leyes apropiadas). Se acostumbra comer tres comidas en sabbat (a diferencia de la costumbre de comer dos comidas al día en la antigüedad). Para cumplir con este precepto, se prepara una comida ligera llamada seuda shelishit (tercera comida) en hebreo o bien shalosh seudos en yidis —en las comidas de sabbat, se acostumbra cantar canciones tradicionales llamadas zemirot, así como canciones jasídicas—. Se suele usar ropa limpia en sabbat, y antiguamente se acostumbraba usar prendas blancas; hoy en día esto es inusual. Los varones jasidíes visten de manera especial, con un sombrero de piel llamado shtreimel y un saco largo de seda llamado bekishe. En algunas otras comunidades se usa vestimenta formal.

## En los judaísmos conservador y reformista
En teoría, el judaísmo conservador difiere muy poco del ortodoxo en lo referente a la observancia del sabbat. Por muchos años, el movimiento conservador permitió, a diferencia de la ortodoxia, el viajar en automóvil para trasladarse a la sinagoga cuando la distancia era demasiado grande, aunque esta postura ya ha sido retractada. El judaísmo conservador, en contraposición a los ortodoxos, autoriza el uso de luz eléctrica argumentando que no involucra fuego, lo que sí tiene cierto precedente en la Halajá. A su vez, el movimiento reformista reconoce la observancia del sabbat ortodoxo, solo que cada individuo puede decidir si seguirlo o no.

## Importancia delsabbat

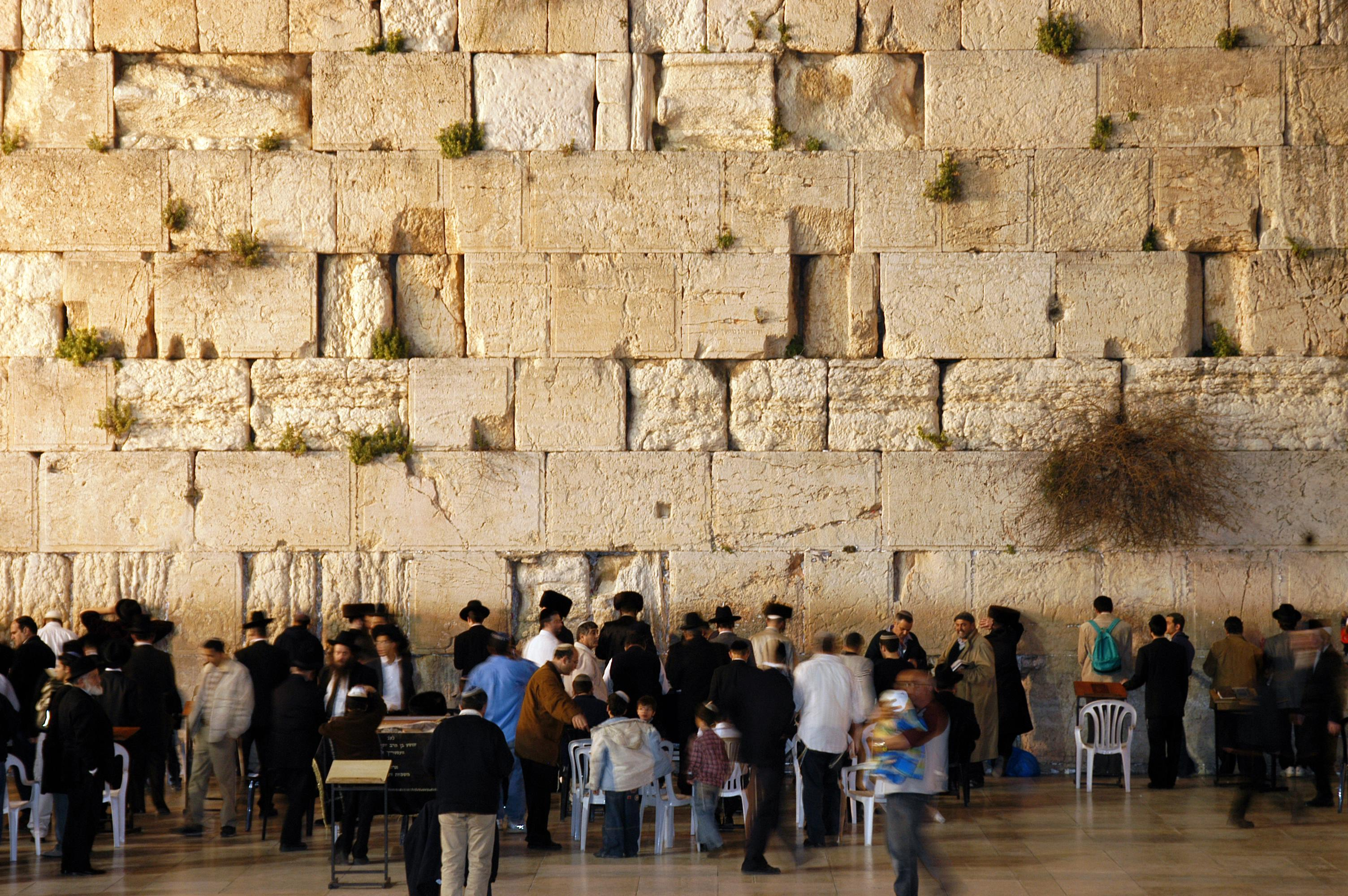
El Muro de los Lamentos durante el sabbat.

La práctica del sabbat es una de las más representativas costumbres judías. El sabbat, lejos de ser solo un día dedicado a la oración, es un día de descanso y, potencialmente, de enriquecimiento espiritual. Con el correr del tiempo, la práctica y conservación del sabbat se hizo símbolo para el cumplimiento de los preceptos del judaísmo. Durante la larga historia del pueblo judío, los judíos han enfatizado la observancia del sabbat. Aun así, el sabbat se puede violar para salvar la vida, por lo que algunas acciones normalmente prohibidas se permiten a personal médico, servicios de seguridad y en ocasión de una emergencia. De acuerdo con el Shevet Meshor, un comentario contemporáneo, en la Torá la única ocasión en que el pueblo judío estuvo totalmente reunido fue durante la celebración del sabbat por parte de Moisés.

## Sabbaten el mundo no judío
Tomando como base al Judaísmo, se aceptó la idea de un día de descanso y observancia religiosa en las otras religiones monoteístas —el domingo en el caso del Cristianismo y el viernes en el caso del Islam—. Si bien el Shabat judío y el domingo cristiano mantienen cierta similitud, no es correcto pensar que son lo mismo. En español, sabbat puede entenderse como sinónimo del Sábado; de hecho, el término proviene del latín sabbatum, y este su vez del hebreo shabat. Para los Adventistas del Séptimo Día, los Judeocristianos y los Judíos mesiánicos, el sábado no ha dejado de ser el «día de reposo»:

El bondadoso Creador, después de los seis días de la creación, descansó el séptimo día e instituyó el sábado para todas las personas, como recordatorio de la Creación. El cuarto mandamiento de la inmutable ley de Dios requiere la observancia de este sábado del séptimo día como día de descanso, adoración y ministerio, en armonía con la enseñanza y práctica de Jesús, el señor del sábado.
Asociación General de los Adventistas del Séptimo Día.

En el caso de la Iglesia Israelita del Nuevo Pacto, tanto en Chile como en Argentina, la visión implica una señal o sello que relaciona a Dios con su pueblo:

Sábado (semanal), es el día de reposo y Santa convocación para adoración. Conmemora toda la creación de Dios, simboliza el eterno reposo que  Dios dará a su pueblo, iniciado con el reino de Cristo y después la eternidad. Es señal o identificación del pueblo de Dios. Éxodo 31:12 al 17. Iglesia Israelita del Nuevo Pacto.

 Es muy importante recordar que el cristianismo tiene su origen en el judaísmo. Jesús guardaba el sabbat aunque dándole una interpretación muy personal ya que «el Hijo del Hombre es señor del sábado» (Lc 6, 5) según la cual hacía y permitía algunos comportamientos que, en opinión de algunos rabinos, suponían una violación del sabbat (cfr. Lc 6, 1). El apóstol Pablo en el sabbat hablaba de Jesucristo a sus compatriotas en las sinagogas para ganar discípulos para Jesucristo. Además de hablar de Jesús en las sinagogas en el sabbat, había reuniones en otros días donde se presentaba la predicación del evangelio a los gentiles. De esto atestigua Hechos de los Apóstoles 20:7. Esta cita, además de Primera de Corintios 16:2 y Apocalipsis 1:10 son los fundamentos cristianos para congregarse en domingo o primer día de la semana, como recordatorio del día que Jesucristo resucitó. Conforme a la ortodoxia hebrea, los gentiles cristianos no guardaban la Torá sino solo las leyes noájidas (Hechos cap 15), por lo que la observancia del sabbat al estilo judío les estaba prohibida en tanto no fueran prosélitos. Con el tiempo, llegó a existir un gran cuerpo de legislación sobre el descanso dominical lado a lado con la eclesiástica: Comenzó con un edicto de Constantino, el primer emperador cristiano, quien prohibió a los jueces celebrar sesiones y a la gente trabajar en domingo; solo se hizo una excepción a favor de la agricultura. El violar la «ley del descanso dominical» era castigado por la legislación anglosajona en Inglaterra como otros crímenes y delitos menos graves.

## Sabbatsegún Erich Fromm
El shabat es un día de alegría, porque ese día el individuo es plenamente él mismo. Por ello el Talmud llama al shabat la anticipación del tiempo mesiánico, y al tiempo mesiánico el shabat interminable: el día en que la propiedad, el dinero y la aflicción y la tristeza no tiene cabida; un día en que es abolido el tiempo, y solo domina el ser puro espiritual. Su predecesor histórico, el shapatu babilónico, fue un día de tristeza y de temor. El domingo moderno es un día lleno de consumo y de huir de sí mismo.
 Erich Fromm.